# بعنخي

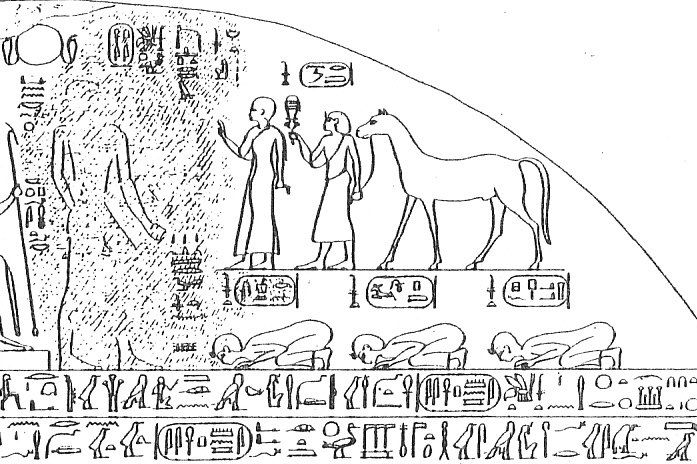
مسلة النصر التي يظهر فيها بعانخي إلى اليسار ممسوح جزئياً وهو يتلقي الجزية من حكام الدلتا الاربعة.

بعانخي أو بيا (بالإنجليزية: Piye) (بالمصرية القديمة: 
| p | anx | i | i |

) هو أول ملوك مملكة كوش نبتة، وضع علي العرش بعد انتخابه من الكهنة ووافق الشعب الكوشي علي تنصيبه. وهذا كان متبعا مع الملوك الكوشيين من بعده.
حكم بعنخي من 746 - 716 قبل الميلاد مملكة كوش. وأثناء العام 20 من حكمه هجم بعنخي من الجنوب على مصر حتى وصل إلى الدلتا، وأسس الأسرة المصرية الخامسة والعشرين. كانت عبادة آمون قد انتشرت في النوبة، واعتنقها ملوك كوش.

## عائلته
كان أبوه الفرعون النوبي كاشتا، وامه كانت تسمى "باباتما". وكان متزوجا من "بيكساتر" و "تابيري" (ابنة ألارا، وأبالي" و "كنسا" و "نفروكا-كاشتا" وأخواته كانوا شباكا وآمن-ير-دس الأول والجنرال بيكارترور.
ومن أبنائه من أصبح بعد ذلك فرعونا شاباتاكا، وطهارقة، وشبنؤبت الثانية، وأبنة آخرى «أرتي» (وهي زوجة شاباتاكا)، ونبرادجا، وتاكاحات أماني، و «تاباكن آمون» (وهي زوجة طهارقة).

## التتويج
يقول بيَّا في مراسم تتويجه: «الآلهة تصنع الملك، والناس يصنعون الملك، إلا أن آمون قد جعلني ملكاً». وقال:«وهبني آمون النبتى حق حكم جميع البلدان، فمن أقل له كن ملكاً يكن ملكاً، ومن أقل له لا تكن ملكاً لا يكون، ووهبني آمون في طيبة حكم مصر، فمن أقل له فلتصعد متوجاً يتوج، ومن أقل له لا تصعد متوجاً لا يُتوج، وكل من منحته حمايتي لا يخشى على مدينته، ولن أقوم بحال باحتلالها». قال هذا بعدما أخضع الزعماء المحليين بمصر وكوش.

## نشاطاته
بعد السلام والاستقرار الذي حققه بيا (بعنخي) في مملكته تفرغ للنشاط المعماري وبدأ في تزيين العاصمة نبتة. وقام بتشييد المعبد الرائع معبد آمون (كوش) في جبل البركل بديلاً عن المعبد القديم الأصغر حجماً، كما استكمل بناء المعبد الذي كان قد بدأ في تشييده كاشتا في حوالي عام 730 ق.م.

## حروبه في مصر

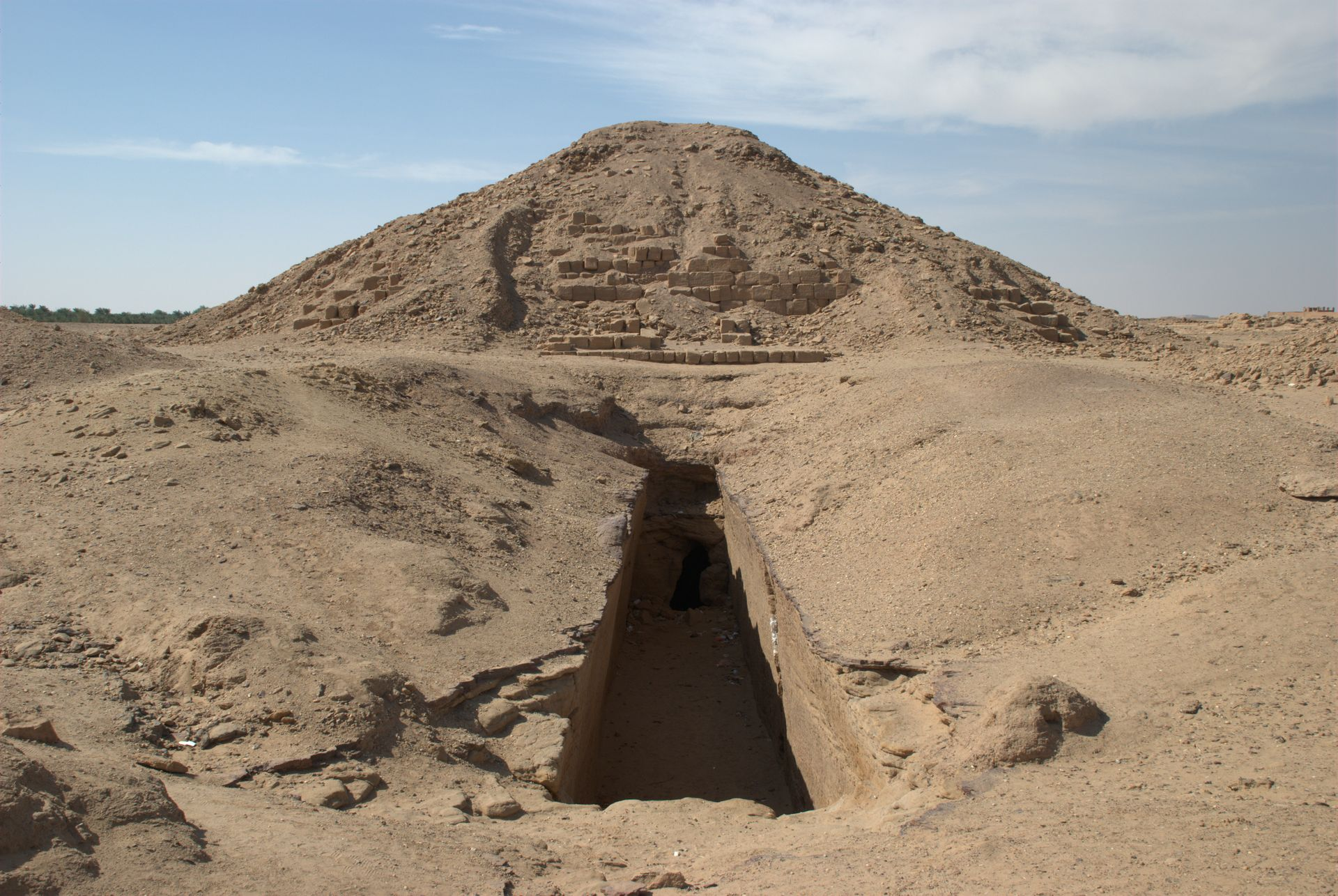
هرم بعنخي في مدينة الكرو التاريخية

في النصف الثاني من القرن 8 قبل الميلاد تنازع قصرين على حكم مصر: قصر الملك الليبي الموجود في سايس، ويمثل أسرة مصرية رابعة وعشرون (740 - 712 قبل الميلاد)، والملك النوبي، حاكم الأسرة المصرية الخامسة والعشرين (750 -655 قبل الميلاد). وكان الملك كاشتا -أبو بعنخي - يحكم من عاصمته نبتة في كوش. وبعدما استطاع الملك كاشتا الإستيلاء على طيبة من مصر، قُبل حكمه ليحكم مصر. بذلك يصبح كوشتا مؤسسا للاسرة المصرية الخامسة والعشرين. وأعتلى ابنه بيجي العرش في عام 745 قبل الميلاد في مصر.
على لوحة انتصاره التي عثر عليها 1862 في معبد آمون على جبل البركل في نبتة عند الشلال الرابع للنيل وصف لما حدث. وهذه اللوحة من أهم الآثار التي تصف الأحداث الاجتماعية والسياسية في مصر في النصف الثاني من القرن الثامن قبل الميلاد.
أمر قائداه «باروما» و «ليميرسكنى» وسائر ضباطه في مصر، وقال لهم: اتخذوا وضع الاستعداد، وخوضوا المعركة، والتفوا حول العدو وحاصروه. وأأسروا رجاله ومواشيه وسفنه النهريَّة وامنعوا المزارعين من التوجه إلى الحقول، والفلاحين من حرث الأرض. اضربوا الحصار حول إقليم الأرنب وقاتلوا العدو كل يوم بلا هوادة.وهذا ما فعلوه.
وأرسل جيشاً إلى مصر، وأوصاهم مشدداً قائلا: «لا تنقضوا على العدو ليلاً وكأنكم تلعبون وتلهون، ولا تحاربوا إلا وأنتم مبصرون، وخوضوا ضده المعركة دون الاقتراب منه. وإذا قال لكم: انتظروا المشاة وسلاح المركبات القادمة من مناطق أخرى. فتريثوا لحين وصول جيشه، ولا تبدؤوا المعركة إلا عندما يطلب ذلك، وإذا كان حلفاؤه في مدينة أخرى فأصدروا الأوامر بالانتظار حتى يصلوا، وحاربوا في المقام الأول القادة العسكريين المصاحبين له كحلفاء، وحرسه الخاص من الليبيين؛ وعند استعراض الجيش لا ندرى لمن نوجه الحديث، فنقول: أيا أنت أسرج أفضل ما في إسطبلك من جياد وهئ نفسك للمعركة عندئذ سوف تعرف اننا رسل امون»
وينصح بيَّا قواته قائلاً: "إذا بلغتم طيبة ووقفتم أمام ابت سوت انغمروا في الماء وتطهروا في النهر وارتدوا الكتان النقي. وحطوا الأقواس والقوا السهام جانباً، لا تتباهوا بأنكم أصحاب سلطة في حضرة الذي بدون رضاه ليس للشجاع قدرة، فيجعل الضعيف قوياً، والجموع تتراجع أمام القلة وتعود أدراجها ويتغلب الفرد على ألف. وتبللوا بماء هياكله، وقبلوا الأرض بين يديه وقولوا له: أرشدنا إلى الطريق، فلنحارب في ظل قوتك ولتكن معارك المجندين الذين بعثت بهم مظفرة، وليستولى الرعب على الجموع عندما تواجههم.
| ملوك الأسرة النوبية الخامسة والعشرون             |
| الارا كاشتا بعانخي شباكا شبتكو تهراقا تنوت اماني |

ويبدو أن القوات الكوشية حاصرت القوات المصرية المتحالفة وأجبرتها على خوض المعركة، فارضة عليها الاحتماء بمدينة هرموبولس التي تمَّ ضرب الحصار عليها، فقط حينها توجه بيَّا بنفسه إلى مسرح العمليات متوقفاً في طريقه للاحتفال بالعام الجديد في الكرنك. وكان غرض بيَّا من ذلك مزدوجاً، فمن جانب أراد أن يعلن للملأ اعتراف امون به ملكاً، ومن جانب ثانٍ استهدف إضعاف القوات المصرية المُحاصرة بإطالة أمد الحصار تدميراً لروحها المعنوية. وأثناء ذلك اجتاحت قواته مصر الوسطى، ووصل إلى هرموبولس فأخضع ملكها نمرود.
كما استسلمت مدينة هيراكليوبولس دون أن تنتظر استيلاء بيَّا عليها واعترف حاكمها بولاية بيَّا في خطاب مشحون بالعبارات الأدبية جاء فيه: «تحية لك أيَّا حورس، أيها الملك القوى، إنك الثور الذي يقاتل الثيران! لقد استحوذت الدات (أي العالم السفلى) علىَّ وغمرتني الظلمات، فهل لي أن أمنح وجهاً كوجهك المشرق! لم أجد من يناصرنى وقت الشدة، ولكن بفضلك أنت وحدك أيها الملك القوى انقشعت الظلمات من حولي! فأنا وجميع ممتلكاتي في خدمتك، وتدفع مدينة ننى سوت الضرائب لجهازك الإداري، فأنت بالتأكيد خوراختى، حور الأفقين الواقف على رأس الخالدين، وبقدر بقائه تبقى أنتَّ ملكاً، وكما أنه خالد لا يموت فأنت أيضاً خالد لا تموت، أيا بيَّا يا ملك الوجهين القبلي والبحري، لك الحياة إلى الأبد».
بعدها توجه بيَّا إلى الشمال واستولى دون مقاومة على القلعة التي شيدها اوسركون الأول لمراقبة مدخل الفيوم، ثم زار مدينة هليوبولس لأداء الشعائر التقليدية التي تقام للإله امون وقدم القرابين فوق تل الرمال، ويسرد النص أن بيَّا اتجه إلى «مقر رع في موكب رهيب، فدخل المعبد وسط تهليل الحاضرين والكاهن المرتل يتعبد للإله لإبعاد أعداء الملك، ثم اقيمت شعائر بردوات وربط العصابة الملكية، وتطهر جلالته بالبخور والماء. ووقف الملك بمفرده، وكسر ختم المزلاج وفتح مصراعى الباب وشاهد والده رع في قصر البن بن المقدس ومركب النهار المخصصة لرع ومركب المساء المخصصة لأتوم، ثم أغلق مصراعي الباب ووضع الطين وختم الملك بخاتمه الخاص، وأصدر تعليماته للكهنة قائلاً: لقد قمت أنا شخصياً بوضع الختم، لن يدخل المكان أحد سواى ممن يدعون أنهم ملوك، وانبطحوا على بطونهم فوق الأرض قائلين: ثابت أنت ودائم، فليحي حورس محبوب رع، إلى الأبد! دخولاً إلى مسكن أتوم».
أما تف نخت قائد المتمردين فقد أرسل إلى الملك المنتصر بيَّا رسولاً ليتفاوض نيابة عنه وحملَّه رسالة إلى بيَّا جاء فيها: «ألم يهدأ قلب جلالتك بعد كل ما ألمَّ بى بسببك؟ أجل انى بائس، ولكن لا تعاقبنى بقدر الجرم الذي ارتكبته، أنت تزن بالميزان وتحكم طبقاً للوزنات! وفي إمكانك مضاعفة جرمي أضعافاً مضاعفة، ولكن ابق على هذه الحبَّة، وسوف تعطيك حصاداً وفيراً في الوقت المناسب، لا تقتلع الشجرة من جذورها! إن كاءك (روحك) تثير الرعب في أحشائي وترتعد أوصالي من شدة الخوف! ومنذ أن علمت باسمي لم أجلس في بيت الجعة ولم أستمع إلى عزف الجنك، لقد أكلت وشربت ما يكفى فقط لرد جوعى وإطفاء ظمئى. وصل الألم إلى عظامي، وأسير عارى الرأس مرتدياً الأسمال حتى تعفو الآلهة نيت عنى. لقد فرضت على السير مسيرات طويلة، أنت تلاحقنى على الدوام، فهل أسترد حريتى ذات يوم؟ طهر خادمك من ذنوبه، ولتنتقل ممتلكاتي إلى الخزينة العامة، وكافة ما أملك أيضاً من ذهب وأحجار كريمة وأفضل جيادي وكافة تجهيزاتى، أرسل رسولك ليطرد الخوف من قلبى وأذهب في صحبته إلى المعبد ليطهرني القسم الالهى».
وأرسل له بيَّا بالفعل كبير الكهنة المرتلين يرافقه القائد العكسرى الكوشي باورما حيث أقسم تف نخت أمامها في المعبد القسم الالهى التالي: «لن انتهك المرسوم الملكى ولن أتهاون في أوامر صاحب الجلالة، ولن أسلك سلوكاً مذموماً في حق قائد عسكري في غيابه وسوف أتصرف في حدود الأوامر الصادرة من الملك دون أن اخرق ما أصدره من مراسيم، عندئذ أعلن صاحب الجلالة موافقته».
بعد تلك الانتصارات ثبت بيَّا حكام الدلتا المصريين كل في إقليمه متجنباً إعطاء الكثير للذرية الليبية لفراعنة مصر القدماء مستثنياً واحداً منهم فقط هو نمرود بوصفه متحدثاً نيابة عنهم. ويصف النص وصول أولئك الحكام لأداء فروض الطاعة والولاء: «لَّما أضاءَّ الأرض نهار جديد، حضر عاهلا الجنوب وعاهلا الشمال والصل على جبينهم وقبلوا تراب الأرض أمام قوة صاحب الجلالة. وهكذا جاء ملوك وقادة الشمال ليشاهدوا بهاءَ جلالته، وكانت سيقانهم ترتعش وكأنها سيقان نسوة، ولكنهم لم يدخلوا إلى مسكن الملك حتى لا يدنسوه بالنظر إلى أنهم لم يختنوا ولأنهم يأكلون السمك. أما الملك نمرود فقد دخل مسكن الملك إذ كان طاهراً ولا يأكل السمك».
ومن ثم قرر بيَّا العودة إلى نبتة وكان أن: «حُملت السفن بالفضة والذهب والأقمشة وسائر خيرات الشمال وكل ثمين وسائر كنوز سوريا وعطور بلاد العرب، وأقلعت سفن صاحب الصوب الجنوب وكان جلالته منشرح القلب، وعلى الجانبين كان الأهالي على شاطئ النهر يهللون من نشوة الفرح، وأخذ الجميع -شرقاً وغرباً- كلما بلغهم النبأ ينشدون عند عبور صاحب الأنشودة فرح وابتهاج، تقول الأنشودة: أيها الأمير القوى، أيها الأمير القوى، أيا بيَّا، أيها الأمير القوى! ها أنت تتقدم بعد أن فرضت سيطرتك على الشمال، إنك تحول الثيران إلى إناث! طوبى لقلب المرأة التي أنجبتك! وطوبى لقلب الرجل الذي من صلبك! وأهل الوادي يحيونه فلتحي إلى الأبد، فقوتك خالدة أيهُّا الأمير المحبوب من طيبة». فضلَّ الملك الكوشي بيا ألا يحكم مصر شخصياً بصورة مباشرة، فلجأ إلى إتباع سياسة منح الحكم الذاتي للمصريين تاركاً السلطات الإدارية بأيدي الحكام المحليين الذين أدوا له قسم الطاعة والولاء، مكتفياً بالإشراف الفعلي على منطقة طيبة والطرق الغربية حتى الواحة الداخلة.
ويربط كثير من المؤرخين بين وفاة بيا والزى الأسود الذي ترتديه النسوة في المناطق النوبية التي تقع شمال السودان وجنوب مصر حيث تذهب الرواية المتداولة إلى أن ذلك الزى الأسود تم ارتدائه حين وفاة بيا بعد أن حزن الناس لذلك الحدث حزناً شديداً ورفضن النسوة أن يغيرن أو يخلعن ذلك السواد مدى العمر حتى صار زياً قومياً في تلك المنطاق، والأمر بلاشك له دلالة قوية على عظمة وقوة الملك بيا.